# Adolf Dallapozza
Adolf Dallapozza (ur. 14 marca 1940 w Bolzano) – austriacki śpiewak operowy pochodzenia włoskiego, tenor.

## Życiorys
Jako dziecko osiedlił się wraz z rodzicami w Austrii. Studiował w Konserwatorium Wiedeńskim i należał do chóru wiedeńskiej Volksoper. Zadebiutował w 1962 roku rolą Ernesta w Don Pasquale Gaetano Donizettiego. Zasłynął jako interpretator ról w operach W.A. Mozarta, w repertuarze włoskim oraz barokowym, występował też w operetkach. Od 1968 roku związany na stałe z zespołem Opery Wiedeńskiej. W 1976 roku otrzymał tytuł Kammersänger.